# Optik

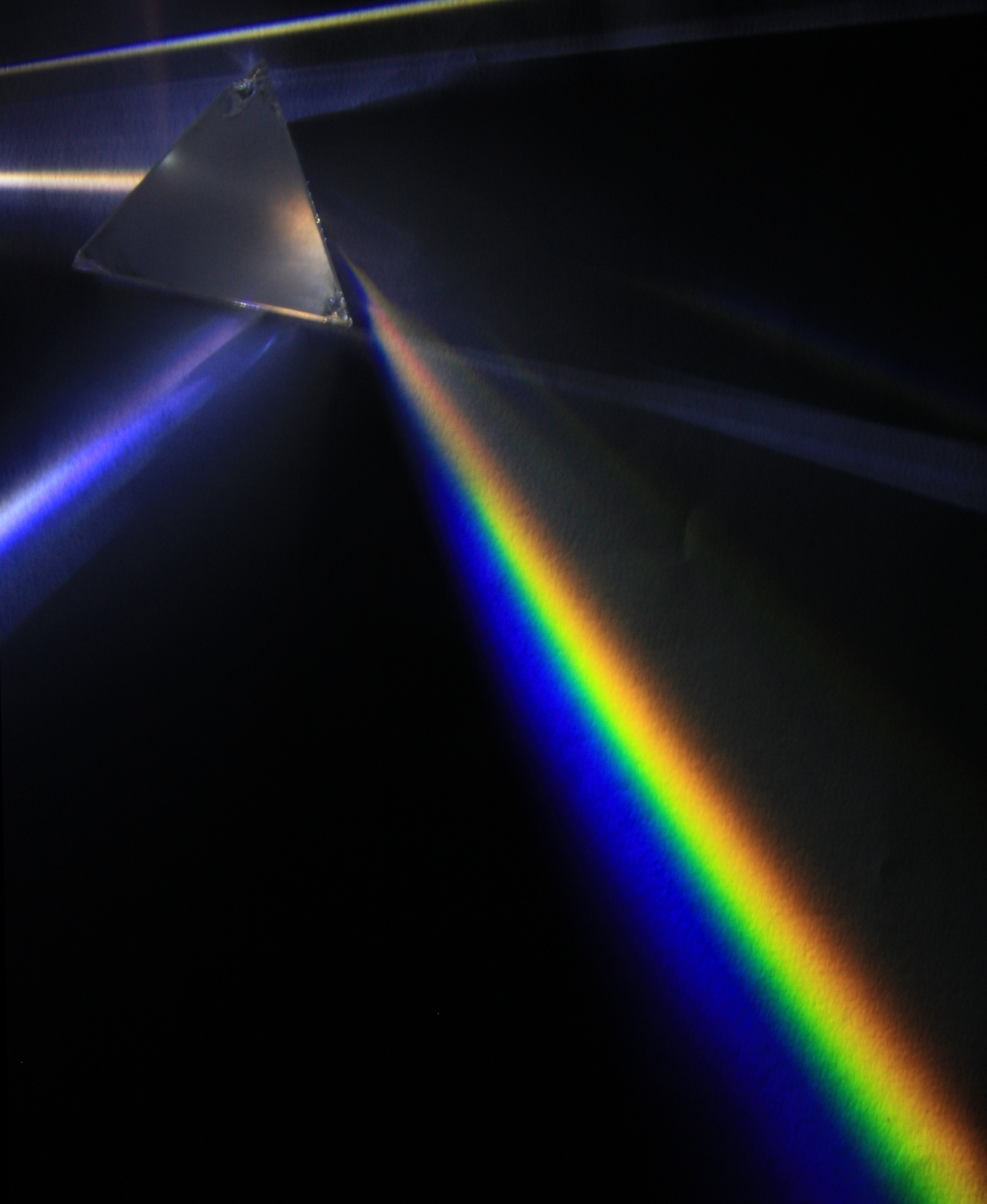
Optik innefattar studiet av ljusets dispersion

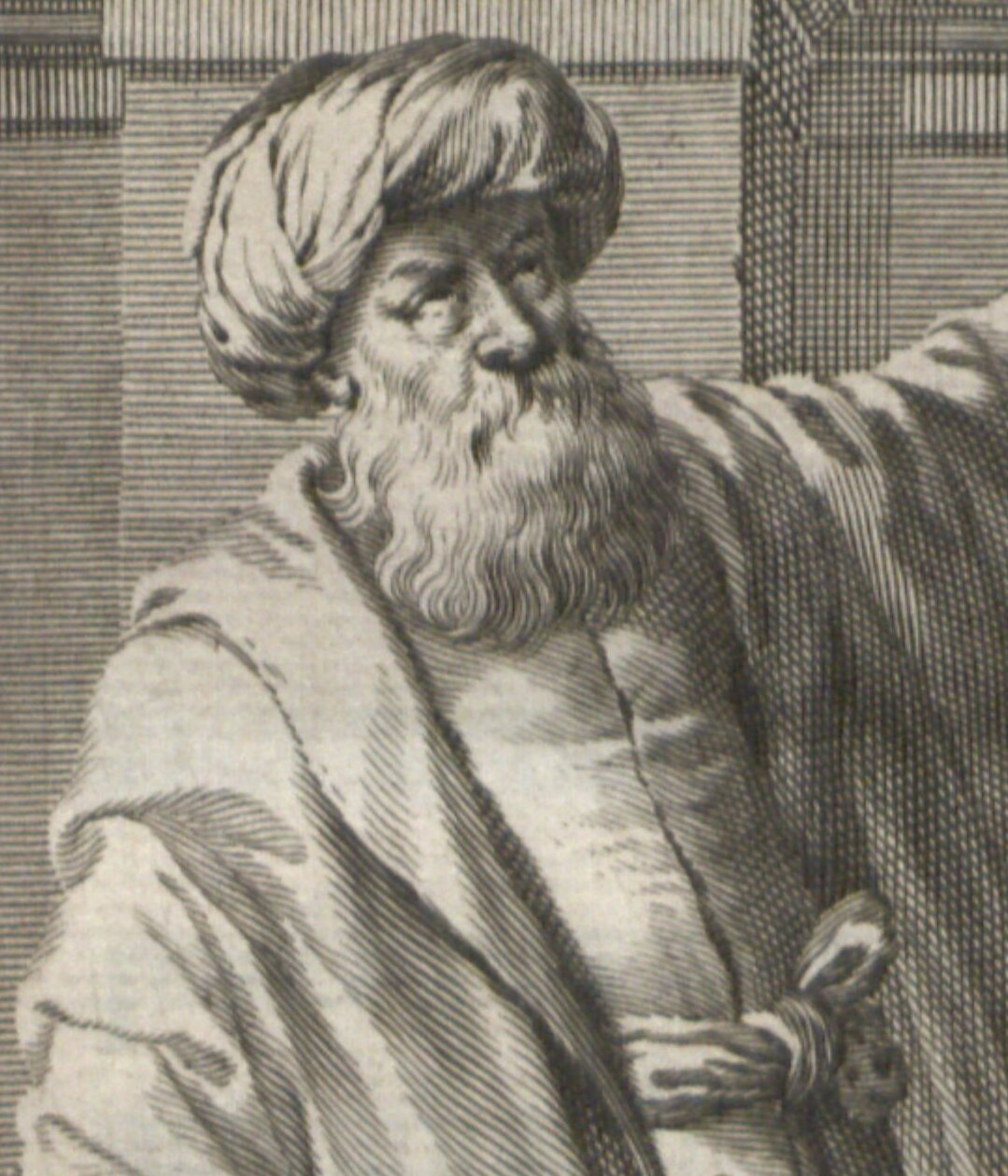
Alhazen (Ibn al-Haytham), "Optikens fader"

Optik är läran om ljusets utbredning och brytning (från grek. optikē) och är en gren av fysiken inom vilken förklaringar ges till olika optiska fenomen. Under det tidiga 1000-talet, skrev Alhazen (Ibn al-Haytham) Boken om optik (Kitab al-manazir) i vilken han undersökte reflexion och refraktion och föreslog ett nytt system för att förklara synlighet och ljus grundat på observationer och experiment.
Optiken brukar vanligen beskrivas som det synliga, det infraröda och det ultravioletta ljusets uppträdande. Men eftersom ljuset är en elektromagnetisk vågrörelse, uppträder liknande fenomen med röntgenstrålning, mikrovågor, radiovågor och andra former av elektromagnetisk strålning. Optiken kan således betraktas som en underavdelning till elektromagnetism. Vissa optiska fenomen kan bara förklaras genom ljusets kvantegenskaper (till exempel den fotoelektriska effekten). Optiken spänner därför över både klassisk fysik och kvantfysik.
Optiken är emellertid ett fält som ofta anses till största delen skilt från fysikens område. Optiken har sin egen identitet, sina egna föreningar och konferenser. De rent vetenskapliga aspekterna av området kallas optisk vetenskap eller optisk fysik. Tillämpad optisk vetenskap benämns optisk ingenjörskonst. Tillämpningar av optisk ingenjörskonst som hör ihop speciellt med belysning kallas för belysningsteknik. Vart och ett av dessa områden tenderar att vara mycket olika i sina tillämpningar, teknisk skicklighet, inriktning och yrkestillhörighet.
Tack vare den breda praktiska tillämpningen av ljusvetenskapen, har den optiska vetenskapen och den optiska ingenjörskunskapen kommit att bli mycket tvärvetenskapliga områden. Optisk vetenskap ingår nu som en del i många närliggande discipliner vilka innefattar elektrisk ingenjörskonst, fysik, psykologi, medicin och andra.

## Klassisk optik
Klassisk eller geometrisk optik, ibland kallad för strålgångsoptik beskriver ljusets utbredning i form av strålar. Strålar böjs vid interferens mellan två olika media och kan böjas i ett medium där refraktionsindex är beroende av det fysiska läget. Strålen i geometrisk optik är vinkelrät mot vågfronten i fysisk optik.
- Reflexion
- Refraktion
- Diffraktion
- Dispersion
- Polarisering
- Koherens
- Spridning
- Fermats princip
- Geometrisk optik: 
  - Speglar
  - Prismaoptik

## Modern optik
Modern optik är en term som används för att beskriva de områden av optisk vetenskap och ingenjörskonst som blev populära under 1900-talet. Dessa områden av optisk vetenskap beskriver oftast ljusets elektromagnetiska egenskaper eller ljusets kvantumegenskaper men innehåller också andra ämnesområden.
- Laser
- Holografi
- Radiometri
- Fotometri

## Optometri
Optometri är läran om synfel, korrektionsglas och synhjälpmedel. Enligt svensk myndighetsdefinition (se t.ex. Karolinska Institutets huvudområdesdefinition av optometri  utgörs optometri av ”kunskaper om människans ögon, syn, synsystem och synprocesser/perception, samt hur inre och yttre faktorer påverkar synen.
Optiker, ortoptister & optometritekniker är tre yrken inom ämnet optometri.

## Andra optiska områden
- Bildbehandling
- Fotografi
- Informationsteori